# Americas Rugby Championship 2020
L'Americas Rugby Championship 2020 e l'Americas Rugby Challenge 2020 le competizioni internazionali panamericane di rugby a 15 organizzate da Rugby Americas North e Sudamérica Rugby , il 28 maggio 2020 sono stati cancellate a seguito dell'emergenza dovuta alla pandemia di COVID-19.

## Squadre partecipanti
- Argentina A
- Brasile
- Canada
- Cile
- Stati Uniti
- Uruguay

## Americas Rugby Challenge

### Squadre partecipanti
- Colombia
- Isole Cayman
- Messico
- Paraguay